# Panun Kashmir
Panun Kashmir ('El nostre propi Caixmir') és una organització dels emigrats hinduistes de Caixmir fundada el 1997 per representar els interessos dels exiliats, però que s'oposen al retorn. Després van sortir altres organitzacions representatives però Panun Kashmir fou la primera. Els hinduistes de Caixmir s'anomenen pandits.